# Chùa Bà Ngô (Ninh Bình)
Chùa Bà Ngô là ngôi chùa cổ thuộc quần thể di tích quốc gia đặc biệt cố đô Hoa Lư, chùa được xây từ thời nhà Đinh, sát bên phải bờ đê sông Hoàng Long và liền kề khu vực ngoại vi thành Hoa Lư xưa. Chùa Bà Ngô do Ngô phu nhân, hoàng hậu của Đinh Tiên Hoàng, mẹ của một trong 12 sứ quân Ngô Nhật Khánh sáng lập.

## Chùa cổ Trường Châu
Khi khai quật khảo cổ học khu cố đô Hoa Lư, các nhà khảo cổ đã tìm thấy khu mộ Hán cạnh chùa Bà Ngô bên dòng sông Hoàng Long. Kết quả khai quật chứng minh ngôi mộ cổ này có từ thời Hán – Đường. Đây là cơ sở nêu lên một nhận định khu vực kinh đô Hoa Lư hẳn là trụ sở của Trường Châu thời nhà Đường, vì theo sách Đất nước Việt Nam qua các đời của Đào Duy Anh thì đất Ninh Bình thời Đường thuộc về Trường Châu; còn ở Thăng Long Hà Nội vốn là thành Đại La do Cao Biền xây đúng như sử sách ghi chép.
Tấm bia đá dựng ở chùa Bà Ngô, niên đại 1877, thời nhà Nguyễn có đoạn: 
"Chùa Bà Ngô trong ấp ta là một danh lam của đô cũ Đại Việt trước. Vốn là một danh thắng nhưng do thế đại chuyển dời, phong quang thay đổi, am ngọc quạnh quẽ dưới ánh dương tà, chùa báu điêu tàn trơ trọi trong ánh trăng đêm".
Tương truyền chùa Bà Ngô là nơi một bà hoàng hậu nhà Đinh (mẹ của Sứ quân - Phò mã Ngô Nhật Khánh) đã gây dựng và tu hành khi cuối đời. Trong chùa có bức đại tự thời Nguyễn ghi 3 chữ Bà Sa tự (婆娑寺). Theo từ điển Hán Việt, Sa (娑) có nghĩa là nhiều khổ não. Chùa Bà Ngô ở thế kỷ thứ X chính là nơi tiến hành nghi thức sám hối, rửa sạch mọi tội lỗi nghiệp chướng trần gian.

## Bà Ngô phu nhân
Chùa Bà Ngô gắn liền với một nhân vật lịch sử là bà Ngô phu nhân sau được vua Đinh Tiên Hoàng lập làm hoàng hậu. Bà Ngô phu nhân là quý tộc họ Ngô, tên Hoàng Thị Thi, chồng mất sớm bà giúp con nhỏ là Ngô Nhật Khánh gây dựng sự nghiệp ở Đường Lâm - quê hương nhà Ngô. Ngô Nhật Khánh xưng An Vương và trở thành một thủ lĩnh mạnh trong số 12 sứ quân thời bấy giờ. Đinh Bộ Lĩnh thu phục Ngô Nhật Khánh đã lấy bà làm vợ, gả con gái Phất Kim cho Nhật Khánh và cưới em gái Khánh cho con trai Đinh Liễn. Bà Ngô phu nhân là người đức hạnh, Đinh Bộ Lĩnh rất trân trọng bà, không gọi tên húy mà vẫn gọi bà là Ngô phu nhân.
Bà Ngô phu nhân khi lấy Vạn Thắng vương Đinh Bộ Lĩnh dù ở tuổi gần 40, chính là người đã sinh ra Đinh Hạng Lang, con thứ của Tiên Hoàng. Đinh Tiên Hoàng vì bà, và vì để lấy lòng Nhật Khánh nữa, đã lập Hạng Lang làm thái tử. Theo chính sử, Đinh Liễn rất tức giận đã sai người lập mưu giết Hạng Lang đầu năm 979. Tuy nhiên, vì yêu con và không thể tiếp tục gây đổ máu, Tiên Hoàng đã không trừng phạt Đinh Liễn bằng cái chết. Việc Tiên Hoàng không trừng phạt Đinh Liễn bằng án tử hình khiến Nhật Khánh vô cùng tức giận và đây chính là động cơ chủ yếu thúc giục Khánh bỏ sang Chiêm Thành.
Khi Nhật Khánh mang vợ là công chúa Phất Kim chạy vào nam, tới cửa biển Nam Giới thì ông rút dao rạch mặt vợ và mắng rằng:
"Cha mày lừa dối ức hiếp mẹ con ta, lẽ nào ta vì mày mà quên tội ác của cha mày hay sao ? Cho mày trở về, ta đi đằng khác tìm kẻ có thể cứu ta".
Trước kia, vua Đinh hứa đưa em Khánh (Hạng Lang) lên ngôi, nhưng khi em Khánh bị hại thì kẻ thủ phạm lại không bị trừng phạt đích đáng theo ý muốn của Khánh, bởi thế Khánh mới tìm đến Chiêm Thành để cầu viện báo thù. Tháng 10 năm 979, cha con Đinh Tiên Hoàng và Đinh Liễn bị giết hại. Con trai còn lại là Đinh Toàn lên ngôi vua, thái hậu Dương Vân Nga quyền nhiếp chính. Nghe tin Tiên Hoàng chết, Nhật Khánh bèn xui vua Champa là Ba Mĩ Thuế mang quân để đánh Đại Cồ Việt. Vua Champa nhân cơ hội xâm chiếm đất đai, bèn tự cầm quân đem hơn nghìn binh thuyền ra đánh Hoa Lư, theo hai cửa biển Đại Ác và Tiểu Khang. Khi vào cửa Đại Ác (cửa Thần Phù), qua một đêm, gặp gió bão nổi lên, thuyền đều lật đắm, chìm gần hết. Nhật Khánh cùng bọn người Chiêm đều chết đuối, chỉ có thuyền của vua Chiêm thoát nạn. Ba Mĩ Thuế thu vét tàn quân trở về. Công chúa Phất Kim tự vẫn ở kinh đô Hoa Lư.
Đối với bà Ngô phu nhân, sau những diễn biến xấu dồn dập của chồng và các con tràn đến, bà Ngô phu nhân xưa đồng thời là hoàng hậu của Đinh Tiên Hoàng đành ra khỏi Hoàng cung, lập một ngôi chùa ở ngoại thành Hoa Lư để tu hành, ngôi chùa đó có tên là Đàm Lư nhưng dân gian vẫn quen gọi là chùa Bà Ngô (nay nằm ở thôn Hoàng Long, xã Trường Yên, Hoa Lư, Ninh Bình).
Tương truyền, Bà Ngô phu nhân là người rất thương dân, hiền hậu và sống rất thọ đến cả 100 tuổi. Có lẽ vì thế, Chùa Bà Ngô trở thành một trong những ngôi chùa cầu thọ nổi tiếng ở Ninh Bình mà cho đến nay, người người vẫn đến cầu phúc, sự bình an và sức khỏe cho mình cùng người thân hàng năm.

## Kiến trúc
Chùa Bà Ngô nằm bên bờ đê sông Hoàng Long, cổng chùa hướng mặt ra sông nhưng các dãy nhà của chùa thì lại quay theo hướng song song với bờ đê. Vị trí của chùa nằm gần bến đò Trường Yên và di tích núi Cắm Gươm, nơi gắn với giai thoại rồng vàng chở Đinh Bộ Lĩnh từ phía Gia Viễn sang thành phố Hoa Lư và gây dựng sự nghiệp đế vương.
Trong các ngôi chùa cổ ở cố đô Hoa Lư, chùa Bà Ngô là ngôi chùa nằm độc lập, tách biệt khỏi khu dân cư. Khung cảnh chùa khá yên bình núp dưới những tán lá cây xanh mướt.
Trong Hoa Lư thi tập, tác giả Hoàng Quang Thuận viết về chùa Bà Ngô như sau:
Bà Ngô chùa đá thời vua Đinh
Trị thủy Hoàng long được cột kinh
Bát giác hình dài khắc Hán tư
Dâng chùa kinh Phật vẫn còn linh.
Quạnh quẽ am xưa ánh dương tà 
Phong quang thay đổi tiếng quạ xa
Ngọc Am chùa báu sương mờ lạnh
Cây ổi trước chùa đã đơm hoa.